# Ryan Keely
Ryan Keely (Seattle, Washington; 2 de julio de 1984) es una actriz pornográfica, modelo y columnista estadounidense.

## Biografía
Ryan Keely, nombre artístico de Maria Menendez, nació en la ciudad de Seattle (estado de Washington) en julio de 1984, en una familia con ascendencia cubana e irlandesa. Durante su adolescencia, estudió e hizo teatro en el instituto.
Entró en la industria pornográfica en 2006, a los 22 años de edad.
Desde sus comienzos, trabajó para estudios como Girlfriends Films, 3rd Degree, Reality Kings, Sweetheart Video, Twistys, Hard X, Pure Taboo, Evil Angel, Hustler, Zero Tolerance o Wicked Pictures.
En octubre de 2009, Keely fue elegida Penthouse Pets de la revista Penthouse. Llegó a ser finalista a Penthouse Pet of the Year en 2011, pero perdió contra Nikki Benz.
Se considera abiertamente bisexual y ella misma se proclama una nerd. Era buena amiga de la también actriz porno Haley Paige, fallecida en 2007.
En marzo de 2011, Keely fue la imagen de la división femenina de la compañía de juguetes sexuales Fleshlight.
Estuvo nominada en tres ocasiones a los Premios AVN. En 2011 en la categoría de Mejor escena de sexo lésbico por Women Seeking Women 63, que compartía con Zoe Voss. En 2012 a la Mejor escena de masturbación por All Natural: Glamour Solos y en 2013, de nuevo a Mejor escena de sexo lésbico, junto a Jelena Jensen por Me and My Girlfriend.
Otros títulos de su filmografía son Accommodations, Autopilot, House Hunters, Lipstick Lesbo, My Roommate's A Lesbian, Slumber Party 13, Tales of Twisted Sex o Therapy.
Ha rodado más de 540 películas y escenas. También trabaja como modelo y tiene una columna de opinión llamada "The Dirty Details" en la publicación Penthouse Forum.

## Premios y nominaciones
| Año  | Ceremonia    | Resultado | Premio                                   | Trabajo                          |
| ---- | ------------ | --------- | ---------------------------------------- | -------------------------------- |
| 2011 | Premios AVN  | Nominada  | Mejor escena de sexo lésbico             | Women Seeking Women 63           |
| 2012 | Premios AVN  | Nominada  | Mejor escena de masturbación             | All Natural: Glamour Solos       |
| 2013 | Premios AVN  | Nominada  | Mejor escena de sexo lésbico             | Me and My Girlfriend             |
| 2019 | Premios AVN  | Nominada  | Mejor escena de sexo en realidad virtual | VRB World Cup 2018               |
| 2019 | Premios XBIZ | Nominada  | Mejor escena de sexo en realidad virtual | VRB World Cup 2018               |
| 2020 | Premios XBIZ | Nominada  | Artista MILF del año                     | —                                |
| 2020 | Premios XBIZ | Nominada  | Mejor escena de sexo en película tabú    | Second Parents                   |
| 2021 | Premios AVN  | Nominada  | Artista MILF/Cougar del año              | —                                |
| 2021 | Premios XBIZ | Nominada  | Artista MILF del año                     | —                                |
| 2022 | Premios AVN  | Nominada  | Mejor actriz de reparto                  | Matriarch                        |
| 2022 | Premios XBIZ | Nominada  | Artista MILF del año                     | —                                |
| 2023 | Premios XBIZ | Nominada  | Artista MILF del año                     | —                                |
| 2024 | Premios XBIZ | Nominada  | Artista MILF del año                     | —                                |
| 2025 | Premios AVN  | Ganadora  | Aparición mainstream del año             | —                                |
| 2025 | Premios XMA  | Nominada  | Mejor escena de sexo en película comedia | Momster in Law                   |
| 2025 | Premios XMA  | Nominada  | Mejor escena de sexo en película gonzo   | 2024 MILF Performers of the Year |